# Pereiro (Alcoutim)
Pereiro é uma povoação portuguesa do Município de Alcoutim que foi sede da extinta Freguesia de Pereiro, freguesia que tinha 99,65 km² de área e 213 habitantes (2011), e, portanto, uma densidade populacional de 2,1 hab/km², o que lhe permitia ser classificada como uma Área de Baixa Densidade (portaria 1467-A/2001)..
A Freguesia de Pereiro foi extinta em 2013, no âmbito de uma reforma administrativa nacional, tendo sido agregada à Freguesia de Alcoutim, para formar uma nova freguesia denominada União das Freguesias de Alcoutim e Pereiro com sede em Alcoutim.

## População
| População da freguesia de Pereiro | População da freguesia de Pereiro | População da freguesia de Pereiro | População da freguesia de Pereiro | População da freguesia de Pereiro | População da freguesia de Pereiro | População da freguesia de Pereiro | População da freguesia de Pereiro | População da freguesia de Pereiro | População da freguesia de Pereiro | População da freguesia de Pereiro | População da freguesia de Pereiro | População da freguesia de Pereiro | População da freguesia de Pereiro | População da freguesia de Pereiro |
| --------------------------------- | --------------------------------- | --------------------------------- | --------------------------------- | --------------------------------- | --------------------------------- | --------------------------------- | --------------------------------- | --------------------------------- | --------------------------------- | --------------------------------- | --------------------------------- | --------------------------------- | --------------------------------- | --------------------------------- |
| 1864                              | 1878                              | 1890                              | 1900                              | 1911                              | 1920                              | 1930                              | 1940                              | 1950                              | 1960                              | 1970                              | 1981                              | 1991                              | 2001                              | 2011                              |
| 992                               | 1 036                             | 1 074                             | 1 066                             | 1 097                             | 1 064                             | 1 043                             | 1 269                             | 1 301                             | 1 075                             | 715                               | 488                               | 407                               | 287                               | 213                               |

## Símbolos Heráldicos da Freguesia
- Brasão: escudo de verde, um pêro de ouro folhado de prata; em chefe, leão aleopardado passante e alado, de prata, nimbado de ouro, sustendo nas garras dianteiras um livro aberto, de prata; em campanha, duas espigas de ouro, de trigo, com os pés passados em aspa. Coroa mural de prata de três torres. Listel branco, com a legenda a negro: “PEREIRO – ALCOUTIM”.
- Bandeira: amarela. Cordão e borlas de ouro e verde. Haste e lança de ouro.
- Selo: nos termos da Lei, com a legenda: “Junta de Freguesia do Pereiro – Alcoutim”.

Parecer da Comissão de Heráldica da Associação dos Arqueólogos Portugueses emitido em 15 de Maio de 2007, nos termos da Lei n.º 53/91 de 7 de Agosto.
Os Símbolos Heráldicos foram estabelecidos pela Assembleia de Freguesia na sua sessão de 25 de Junho de 2007.
Publicado em Diário da República 2.ª Série, n.º 132 de 11 de Julho de 2007.
Registados na Direcção Geral das Autarquias Locais com o n.º 70/2007.
Os Símbolos Heráldicos são da autoria de Eduardo Brito.
Simbologia:
- O pêro representa o topónimo da Freguesia: “Pereiro”.
- O leão representa o orago da Freguesia, S. Marcos, simbolizado pelo seu principal atributo a que vulgarmente é dado o nome de leão de S. Marcos. Pretende também recordar a Feira Anual de S. Marcos, uma das mais importantes e concorridas do Algarve a que ocorrem não só algarvios, como também alentejanos e espanhóis.
- As duas espigas de trigo representam a cultura cerealífera que se praticou intensamente em séculos passados.
- O escudo de verde representa a agricultura e a produção agrícola e a bandeira amarela a riqueza dos seus solos e a produção cerealífera.
- A coroa mural de três torres representa, segundo a Lei, as Freguesias que têm a sua sede em povoação simples.